# Back (Familienname)
Back ist ein deutscher oder englischer Familienname.

## Herkunft und Bedeutung
Back ist in seiner Hauptbedeutung ein Übername, der auf das mittelhochdeutsche backe (deutsch: Backe oder Kinnlade) oder das altenglische bakke (deutsch: Rücken) zurückgeht. Im Deutschen bezeichnete der Name also Personen mit auffälligen Backen oder einem markanten Kinn, im Englischen Personen mit einem gekrümmten Rücken oder einer anderen Besonderheit des Rückens oder der Wirbelsäule.

## Namensträger
- Adam Back (* 20. Jahrhundert), britischer Kryptograph
- Andrea Back (* 1960), deutsche Wirtschaftswissenschaftlerin und -informatikerin
- August Leberecht Back (1791–1875), Archidiacon und Heimatforscher in Eisenberg
- Carlo Back (* 1952), luxemburgischer Politiker und Physiker
- Claus Back (1904–1969), deutscher Schriftsteller
- Elke Back (* 1944), deutsche Balletttänzerin
- Ernst Back (1881–1959), deutscher Physiker
- Frank G. Back (1902–1983), österreichisch-US-amerikanischer Ingenieur
- Frédéric Back (1924–2013), kanadischer Filmanimator
- Friedrich Back (Pfarrer) (1801–1879), deutscher Pfarrer und Heimatforscher
- Friedrich Back (Lehrer) (1833–1901), deutscher Lehrer und Heimatforscher
- Friedrich Back (Kunsthistoriker) (1860–1932), deutscher Kunsthistoriker und Museumsdirektor
- George Back (1796–1878), britischer Seefahrer
- Gerhard W. Back (* 1944), deutscher General der Luftwaffe der Bundeswehr; 12. Inspekteur der Luftwaffe
- Grete Back (1878–1965), deutsche Fotografin
- Hans-Ulrich Back (1896–1976), deutscher Generalmajor
- Holger Back (* 1957), deutscher Segelflieger
- Israel Back (1797–1874), einer der Väter des hebräischen Buchdrucks in Palästina
- Joachim Back (* 1972), dänischer Regisseur
- Johny Back (1945), luxemburgischer Radrennfahrer
- Josef Back (1903–1973), deutscher Nationalökonom
- Karl Back (1799–1869), deutscher Jurist und Politiker
- Karolin Back (* 1980), deutsche Künstlerin und Fotografin
- Kurt W. Back (* 1919), US-amerikanischer Psychologe und Soziologe österreichischer Herkunft
- Lennart Back (1933–2022), schwedischer Leichtathlet
- Les Back (* 1962), Soziologe
- Mitja Back (* 1977), deutscher Psychologe und Hochschullehrer
- Neuza Back (* 1984), brasilianische Fußballschiedsrichterin
- Neil Back (* 1969), englischer Rugby-Union-Spieler
- Nora Back (* 1979), Präsidentin der Gewerkschaft OGBL und der Chambre des Salariés in Luxemburg
- Oskar Back (1879–1963), niederländischer Violinist und Violinpädagoge
- Otto Back (Offizier) (1864–1943), deutscher Vizeadmiral
- Otto Back (1834–1917), deutscher Politiker, Bürgermeister von Straßburg
- Otto Back (Sprachwissenschaftler) (1926–2018), österreichischer Sprachwissenschaftler
- Peter Back (* 1962), deutscher Jazzmusiker
- Regina Back (* 1969), deutsche Musikwissenschaftlerin
- René Back (* 1982), Schweizer Eishockeyspieler
- Rico Back (* 1954), deutscher Unternehmer
- Rolf Back (1928–2009), finnischer Leichtathlet
- Samuel Back (1841–1899), deutschsprachiger Rabbiner in Böhmen
- Ulrich Back (General) (1864–1947), preußischer und osmanischer General
- Ulrich Back (Archäologe), deutscher Archäologe
- Walter Back (?–1466), deutscher Komponist
- Walter Back (Künstler) (1923–2018), deutscher Maler, Grafiker und Zeichner
- Wolfgang Back (1943–2019), deutscher Moderator und Fernsehredakteur

sowie
- Back Da-yeon (* 2002), südkoreanische Tennisspielerin